# Uherská koruna

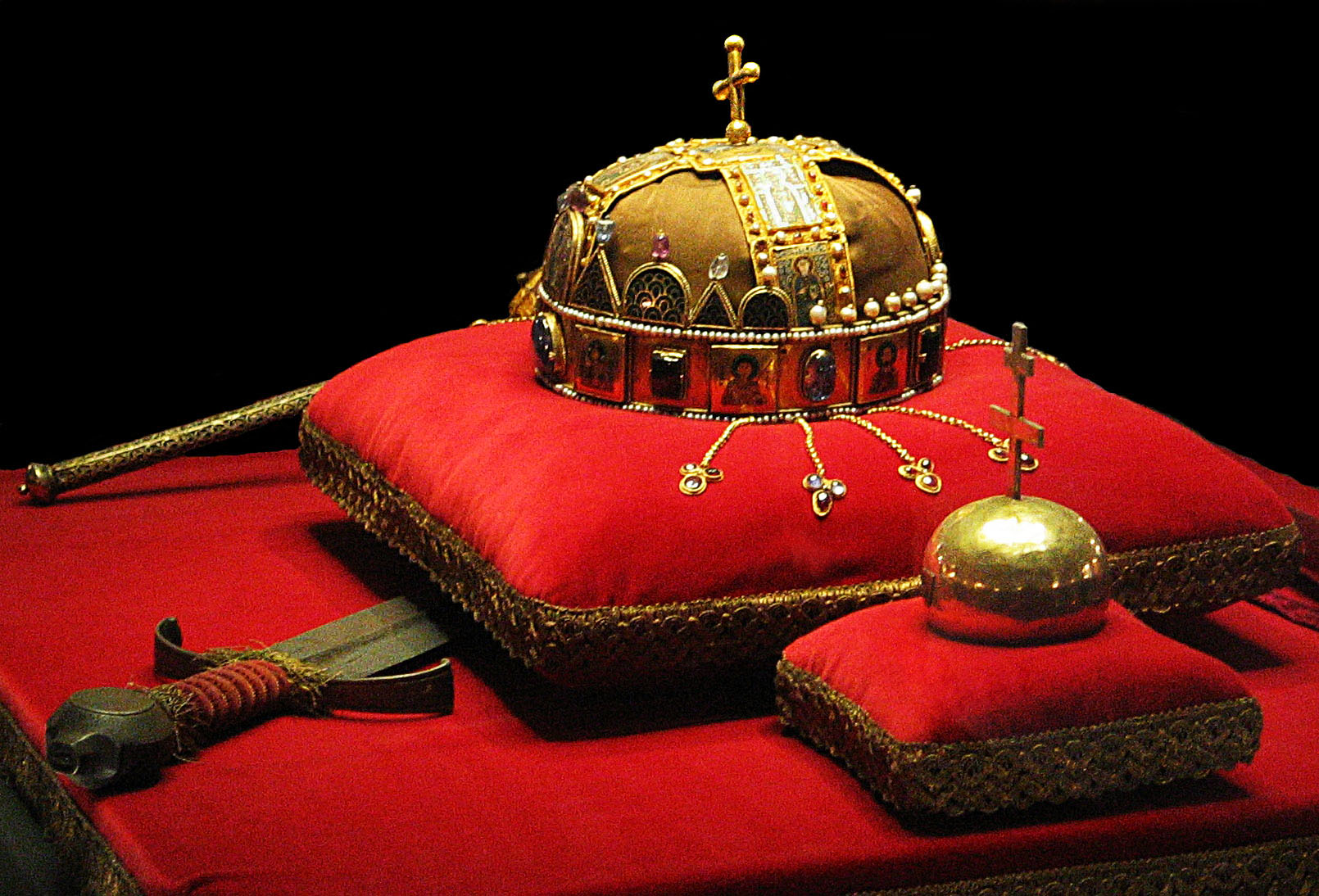
Koruna sv. Štěpána

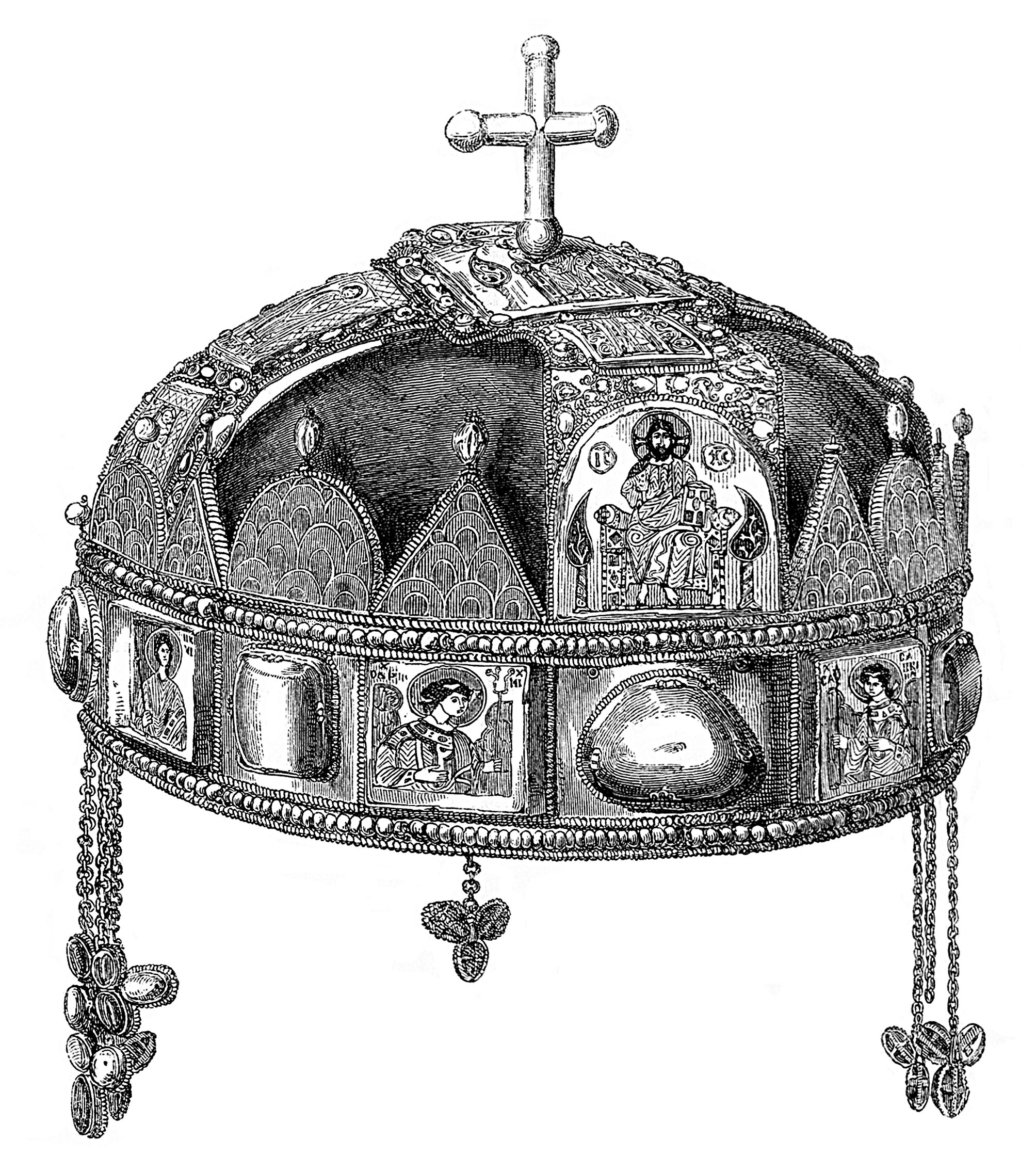
Uherská koruna, 1857

Štěpánská koruna jako součást Maďarského znaku

Uherská koruna (také Svatoštěpánská koruna, maďarsky Szent Korona, „Svatá koruna“) je královská koruna bývalé uherské monarchie. Je zasvěcena sv. Štěpánovi I. Uherskému a je nejdůležitější součástí uherských korunovačních klenotů.

## Vzhled a význam

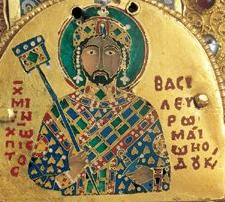
Vyobrazení byzantského císaře Michala Dukase na zadní části Uherské koruny

Dnešní koruna sv. Štěpána (podobně jako například česká svatováclavská koruna) sestává z několika částí různého stáří: z části latinské koruny a čelenkové koruny byzantského císaře Michaela Dukase. Čelenková koruna je s největší pravděpodobností ženská koruna z konce 11. století, zatímco latinská část koruny pochází z období mezi 11. a 13. stoletím. Obzvláště nápadný je šikmý kříž na vrcholu koruny, jenž přibyl nakonec.
Svatoštěpánská koruna platí za symbol maďarské resp. uherské jednoty. To je zřejmé například ze skutečnosti, že maďarský (uherský) znak je tímto klenotem korunován.
Touto korunou byli od třináctého století korunováni uherští králové, a to včetně řady rakouských panovníků. Posledním panovníkem korunovaným touto korunou byl Karel I. Habsburský, a to 30. prosince 1916.

## Historie
Původní Svatoštěpánskou korunu údajně poslal papež Silvestr II. v roce 1000 králi Štěpánovi I. Uherskému, jenž krátce předtím přijal křesťanskou víru, k jeho korunování. Tato koruna ve tvaru diadému se roku 1074 navždy ztratila kdesi v Rakousku. Dnešní takzvaná Svatoštěpánská koruna byla pak vyrobena ve třech etapách, a to v průběhu 11. a 13. století. Od roku 1267 byla na tuto korunu skládána přísaha věrnosti uherských králů. Svatoštěpánská koruna od té doby patřila v Uhrách k nejdůležitějším a nejvýznamnějším relikviím, což vysvětluje její význam coby národního symbolu. Korunovační místo se později přesunulo do Stoličného Bělehradu (Székesfehérvár), po vpádu Turků se koruna nacházela v Bratislavě (Pozsony), novém hlavním městě Království uherského.
V letech 1551 až 1918 uherský trůn, a tedy i korunu drželi Habsburkové jako poslední uherská královská dynastie. V roce 1916 byl rakouský císař Karel I. korunován posledním uherským králem jakožto Karel IV. Roku 1945 se uherská koruna zásluhou maďarských vlastenců dostala na Západ, později i do USA, odkud byla teprve v roce 1978 vrácena zpět do Maďarska.[zdroj?]
Roku 1990 byla koruna rozhodnutím maďarského parlamentu znovu včleněna do znaku Maďarské republiky. Je však sporným národním symbolem nejen vnitropoliticky, nýbrž také vně maďarského území. Kritikové se domnívají, že takové monarchistické symboly nereprezentují povahu republiky, a proto by neměly být součástí státního znaku.[zdroj?]

## Nakloněný kříž
Koruna má nakloněný kříž. Podle legendy existuje v tomto smyslu souvislost s Ladislavem Pohrobkem, který se roku 1440 ihned po narození měl stát uherským králem, ale zpočátku se nemohl prosadit. Na uherský trůn místo něj nastoupil polský král Vladislav (strýc Vladislava Jagellonského). Ladislavova matka Alžběta poté údajně pověřila dvorní dámu Helene Kottannerovou, aby uherskou štěpánskou korunu ukradla a přivezla ji do Komárna. Při transportu byl prý kříž poškozen.
Podle jiné legendy byl kříž ohnut záměrně Habsburky, aby zlomili „magické síly“, jež Maďaři své koruně přisuzovali.[zdroj?]
Podle jiných symboliků má nakloněný kříž znamenat poklonu před Bohem.